# Interestatal 64 (Illinois)
La Interestatal 64 (abreviada I-64) es una autopista interestatal ubicada en el estado de Illinois. La autopista inicia en el sur desde la I 55  , I 70  en el Puente Poplar Street hacia el norte en la I 64  sobre el Río Wabash. La autopista tiene una longitud de 207,6 km (129.0 mi).

## Mantenimiento
Al igual que las carreteras estatales, las carreteras federales, la Interestatal 64 es administrada y mantenida por el Departamento de Transporte de Illinois por sus siglas en inglés IDOT.

## Cruces
La Interestatal 64 es atravesada principalmente por la  I 57  IL 127  IL 161  US 460 .